# ブレクール砲塁攻略戦
ブレクール砲塁攻略戦（ブレクールほうるいこうりゃくせん、英語: Brécourt Manor Assault、1944年6月6日）は、第二次世界大戦におけるノルマンディー上陸作戦の一部として戦われた戦闘である。アメリカ陸軍落下傘歩兵部隊がドイツ軍砲台陣地を攻略した。少数の部隊をもってより多数の部隊に対峙した場合の戦術と、リーダーシップのあり方についての古典的な実例として取り上げられる。

## 背景
1944年6月6日未明のノルマンディー降下作戦において、第101空挺師団第506パラシュート歩兵連隊第2大隊E中隊長トーマス・ミーハン中尉の搭乗したC-47輸送機が撃墜された。このことにより、中隊の指揮権はリチャード・ウィンターズ中尉に委譲された。1944年6月6日早朝、ノルマンディー地方の西にあるグランシュマン村にて部隊と合流したウィンターズ中尉は、中隊の指揮を任されるなり、「ブレクール・マノールという、近郊の生垣に敵の砲塁がある。何とかしろ」（There’s fire along that hedgerow there. Take care of it.）との命令をうけた。戦場の状況説明もなかったが、ウィンターズはこのドイツ軍の砲台を破壊するべく行動を開始した。なお当初の報告によると、ドイツ軍の88mm砲がユタ・ビーチ第2堤防を砲撃し第4歩兵師団の上陸を妨げているとのことで、実際にいくつかのアメリカ軍部隊がこのドイツ軍陣地に遭遇し撃退されていた。
午前8時30分、ウィンターズは敵陣を偵察した後、自身と他の部隊から計13名の兵を選出した。砲塁の位置についてはおおまかにグランシュマン村南部とだけ知らされており、敵戦力も不明なまま、ウィンターズ率いる部隊はユタ・ビーチ南西4.8km、サン・マリー・デュモンの北に位置するブレクール砲塁に攻撃を開始した。ウィンターズはそこで塹壕で繋げられた105mm砲4門と一個小隊に守備された第90砲兵連隊第6砲兵中隊と遭遇した。
ウィンターズは当初、敵部隊はMG42機関銃を備えたドイツ軍第6降下猟兵連隊の一部であると考えた。しかしこの第6降下猟兵連隊第1大隊は、6月6日午後のうちにカランタンからサン・マリー・デュモンへ到達するよう命令を受けていたが、実際に到着したのは夜になってからであった。またドイツ軍第709歩兵師団第919歩兵連隊第1中隊がサン・マリー・デュモンに配備され近郊の守備を担当することになっていた。一方、ドイツ軍第91空輸歩兵師団の第1058歩兵大隊のうち少数がこのエリアの守備にあたっており、砲台守備隊もその一部であった。他にも第709歩兵師団の補助部隊である第795グルジア歩兵大隊はノルマンディー地方北西のテュルクヴィルに配備されていたが、地形的な困難もありこの場にいたとは考えられない。いずれの部隊がこの砲台陣地を守備していたにせよ、ウィンターズ中尉率いるアメリカ陸軍パラシュート部隊は約60名のドイツ軍兵士と敵対することになった。
なお、もともとこの4門の105mm砲をまかされた部隊はアメリカ空挺部隊が降下してきた夜のうちに逃亡したようであった。ドイツ軍第6降下猟兵連隊のフリードリッヒ・フォン・デア・ハイテ中佐は、ユタ・ビーチへ敵兵が上陸してくるのを確認した際、この砲塁が放棄されているのを見つけると、カランタンに赴き第1大隊に人員を手配してこの砲塁を守備させるよう命じていた。

## 戦闘
ウィンターズは砲塁に到着してから敵陣攻略の計画を立てた。まず、2挺のブローニングM1919重機関銃を援護射撃のため配置につけた。つぎに3名の兵（リン・コンプトン少尉、ウィリアム・ガルニア軍曹、ドナルド・マラーキー二等兵）を敵陣の側面に送り、敵の機関銃を破壊したうえで味方に援護射撃をさせた。
砲塁は、守備力強化と補給を容易にする目的で105mm砲4門が塹壕で繋がっていたが、これは同時にこの砲塁最大の弱点ともなった。最初の砲台を破壊した後、ウィンターズは部隊を率い、塹壕をつたって敵の攻撃を遮りながら次々に砲台を破壊した。この際、砲塔にTNT火薬を入れ、ドイツ軍の手榴弾を点火のために使用した。
ほどなくロナルド・スピアーズ少尉に率いられたD中隊増援が到着し、最後の砲台の攻略にかかった。スピアーズは優秀で極めて積極果敢な士官との評判であったが、このときスピアーズは塹壕の外を走り、自らの身を銃火にさらしながら隊員を率いて砲台を攻めた。
ウィンターズの部隊は、4つの砲台の無力化に成功し、ブレクール敵陣からの重機関銃砲火をうけながら撤退した。なお戦闘中ウィンターズは砲台陣地のうちの一つからドイツ軍の地図を入手していた。この地図にはコタンタン半島のすべてのドイツ軍砲台陣地が記されており、この計り知れないほど貴重な情報はアメリカ軍司令部の下に届けられた。
この後、ウィンターズは、ユタ・ビーチから到着した2両のアメリカ軍戦車を指揮し、残るドイツ軍抵抗部隊を排除した。
この戦闘で81mm迫撃砲小隊のジョン・ホール上等兵が戦死、“ポパイ”ロバート・ウィン二等兵が交戦中に負傷した。（ウィン二等兵は治療のため英国に搬送されたが、マーケットガーデン作戦の直前にE中隊に復帰した。）また、第506連隊指令部を探していて戦闘に巻き込まれたアンドリュー・ヒル准尉も戦死した。スピアーズ少尉率いるD中隊からは2名が戦死し、1名が負傷した。

## 戦局への影響
ユタ・ビーチに上陸した部隊は、この砲塁が無力化されたこともあり、比較的損害が軽微であった。第506連隊隊長ロバート・シンク大佐は、ウィンターズを名誉勲章に推薦したが、名誉勲章は各師団1名だけが授与できるものとされており、第101空挺師団からはロバート・コール中佐に授与されることになったため、ウィンターズには殊勲十字章が授与された。2007年1月31日、ティム・ホールデン下院議員が提案者となり、ウィンターズに改めて名誉勲章を贈る為の法案を第796下院法案（H.R. 796）としてアメリカ合衆国議会（第110議会）に提出したが、採択には至らなかった。
ノルマンディー上陸作戦（D-デイ）の公式記録はこの戦闘に触れていない。軍事史家S.L.A. マーシャルがこの戦闘についてウィンターズに取材したことがあるが、この取材にはウィンターズの上官が多数同席していたこともあり、ウィンターズの回顧録『Beyond Band of Brothers』に記述されているように、ウィンターズは個人的な称賛を避け説明を簡潔なままにしておくために、この出来事を控え目に述べたものと思われる。
マーシャルの報告によると、当時ウィンターズは約200名の部下を指揮下においていたが、ほぼ全員がこの戦闘におけるウィンターズの役割を高く評価した。

## 受章者
殊勲十字章
- リチャード・ウィンターズ中尉（のちに少佐）

シルバースター
- “バック”リン・コンプトン少尉（のちに中尉）
- “ワイルド・ビル”ウィリアム・ガルニア軍曹（のちに二等軍曹）
- ジェラルド・ロレイン二等兵

ブロンズスターメダル
- カーウッド・リプトン軍曹（のちに少尉）
- “ポパイ”ロバート・ウィン二等兵（のちに軍曹）
- クリーブランド・ペティ二等兵
- ウォルター・ヘンドリックス二等兵（のちに軍曹）
- ドナルド・マラーキー二等兵（のちに一等軍曹）
- マイロン・ラニ―上等兵（のちに軍曹）
- ジョセフ・リーブゴット二等兵（のちに五級特技兵）
- ジョン・プレシャ二等兵
- ジョー・トイ伍長（のちに二等軍曹）

パープルハート章
- “ポパイ”ロバート・ウィン二等兵
- ジョン・ホール上等兵
- アンドリュー・ヒル准尉

## この戦いを題材とした作品
テレビドラマ
- 『バンド・オブ・ブラザース』　第2話「ノルマンディ降下作戦」 - Day of Days

2001年製作。第101空挺師団第506パラシュート歩兵連隊第2大隊E中隊の訓練から対ドイツ軍戦勝利・終戦までを描いたスティーヴン・アンブローズのノンフィクション作品を基にしたテレビドラマ。第2話でこの戦闘が描かれている。
ゲーム
- 『コール オブ デューティー』

第二次世界大戦を舞台にしたファーストパーソン・シューティングゲーム。ミッションのひとつにブレクール砲塁が登場する。